# Rottmersleben
Rottmersleben là một đô thị ở huyện Börde thuộc bang Sachsen-Anhalt, nước Đức. Đô thị Rottmersleben có diện tích 11,32 km², dân số thời điểm ngày 31 tháng 12 năm 2006 là 749 người.